# Funaria orthopoda
Funaria orthopoda är en bladmossart som beskrevs av Thériot 1928. Funaria orthopoda ingår i släktet spåmossor, och familjen Funariaceae. Inga underarter finns listade i Catalogue of Life.